# 月相

月相のアニメーション画像。

月相（げっそう、英語: lunar phaseまたはphase of the moon）とは、月面のうち太陽光を反射して輝いて見える部分を地球から観測または予測したときの様相である。

## 概論
月相は、地球（通常、地上ではなく中心で考える）から見た月と太陽のなす角度によって決まる。これは主に月の公転によって変化するが、月が地球の周囲を1回公転する間に地球も太陽の周囲を公転軌道の約12分の1だけ公転する。したがって月相の周期は月の公転周期である約27.32日よりも長く、平均朔望月（朔から次の朔までの期間の平均、すなわち月相の周期と同義）の約29.53日である。
ここでいう角度とは黄経である。季節や時刻により変化する黄緯差は無視し、太陽と月の黄経差を月相と定義する。月相は時間とともに連続的に変化するため無限に分割できるが、日本では一般的に1周を360°のかわりに28で分割した値で表す。
これは4の倍数で分割することによって朔、上弦、望、下弦をすべて整数にするとともに、4の倍数のなかで平均朔望月の約29.53日に最も近い28とすることによって旧暦の日付や月齢とおおむね連動させるためである。
これらの特徴を踏まえ、月相は常用的にはカレンダーなどに補記されて月見などの伝統文化の参考にされるほか、占いなどにも利用されている。
ただし天文学などの学術的には月相を28分割することにあまり意味はないので、国立天文台の暦要項では中央標準時における朔、上弦、望、下弦の4種類の月相の時刻のみが公表されているし、NASAによる月相の解説ページではそれらの中間の4種類を加えた8種類の月相が解説されている。

## 主な月相
- 新月（朔。0°=0）
- 上弦（90°=7）
- 満月（望。180°=14）
- 下弦（270°=21）
- 半月（弦。上弦と下弦の総称）

## 月齢との比較
月齢と月相は月の動きを日数またはそれに近似した数値で表現する点で共通している。したがって月相と月齢はおおむね連動する。しかし、「月齢カレンダー」などと称する出版物やウェブサイトでは一般的に月齢を数字で表記し月相を画像で描写していることもあり、世間一般では月相と月齢の混同がしばしば見られる。
月齢が朔の瞬間からの経過日数を示す時間的概念であるのに対し、月相は月の地球と太陽との位置関係を示す空間的概念と言える。

### 朔望月との関係
平均朔望月は約29.530589という端数であるため、カレンダーなどでは下記のような現象が見られる。
- 月齢 - 朔の瞬間を以て0としリセットするため、毎日1ずつ増加する数字が朔日（旧暦1日）またはその翌日に不規則に変化する。
- 月相 - 月相は28分割で表すが、この数は平均朔望月よりも約1.530589少ない。したがって前日と同じ月相が続く日が1か月あたり1日ないし2日発生する。

月相を平均朔望月の1周29.530589により近い周期で表せば月齢とより良く一致するが、1周を28としているのは4の倍数にすることによって満月と半月（上弦と下弦）を整数にするためである。このずれと、月の公転角速度が一定でないせいで、一般に月相と月齢は一致しない（月齢のほうが大きいことが多い）。たとえば、満月の月相は常に14だが、月齢はおよそ13.9〜15.6の範囲を変動する。

### 計算する時刻
- 月齢 - 一般的に標準時正午の月齢を以て当日の月齢とする。
- 月相 - 「当日の月相」とする時刻は特に定まっておらず、目的に応じて時刻を指定して計算する。

### 端数の処理
- 月齢 - 通常、小数点以下第1位まで求める。
- 月相 - 通常、黄経差を28等分した整数で表す。より詳細な数値が必要な場合は、黄経差を360°を一周とした角度やラジアンで表現し、例えば28等分の方法で月相0と月相1の中間を月相0.5と表現することは一般的でない。

## 時計の「ムーンフェイズ」

腕時計の「ムーンフェイズ」

時計の中には「月相を表示する小窓」を装備しているものがあり、「ムーンフェイズ」と呼ばれる。月齢は太陰暦の名残りであるが、月の引力による起潮力、天文時計では地球と月が共通の重心(太陽)を公転することによる慣性力が潮汐に及ぼす影響度合いも示し、漁業、海運、貿易などの分野で重要な指標となるほか、占星術でも使用される。
ムーンフェイズは、16世紀頃の置時計から見られはじめるが、18世紀の天才時計師アブラアム＝ルイ・ブレゲが懐中時計のために開発した古典的機構では、両側に月の絵を二つ描いた円盤を59日周期で1回転させ、半円形を組み合わせた小窓によって円盤の約半分を表示して残りを隠す巧妙な機構になっている。円盤が1周する間に平均朔望月の約29.530589日周期に近似した29.5日周期で(旧暦)2朔望月分の月相を表現するため、この精度では約965日に1日の割合で時計の方が早くなる。
その後、各メーカーが技術開発を進め、誤差を大幅に縮減したモデルが存在する。超高精度な機構を搭載したものでは、IWCのポルトギーゼ・エターナル・カレンダー(45,361,055年に1日の誤差)、アンドレアス・ストレラーのソートレル・ア・リューン・パーペチュエル２M(2,060,757年に1日の誤差)、クリスティアン・ファン・デル・クラウーのリアルムーン・ジュール(11,000年に1日の誤差)などがある。高精度化は、歯車の歯数を増やすことにより実現するが、最も精度の高いIWCのモデルでは、コンピューターシミュレーションを駆使して3つの中間歯車を備えた減速機構を開発、「最も精密なムーンフェイズの腕時計」としてギネスブックに登録されている。
実際の月相は、月を楕円弧状に光と影の部分に分けるが、「ムーンフェイズ」は月食と同様に円を円で隠すことで月相を表現している。月相0付近ではあまり違和感がないが、それ以外では実際の月相と「ムーンフェイズ」が表示する月相の形状は大きく異なる。この問題を解決する方法として、月の円盤を小窓ではなく時分針と同じ軸で回転させ、カージオイド型の円盤で隠す方法(ル・ローヌ(スイス)のヘドニア・ムーンフェイズ、Ochs und junior(スイス)のムーンフェイズモデルなど)、半分を黒く塗った球体を横に回転させる方法(アーノルド&サンの「ルナ・マグナ」、クリスティアン・ファン・デル・クラウーのムーンフェイズモデルなど)がある。ただし、これらは1朔望月で一回転させる必要があるうえ、構造が複雑になって厚みが増えるなどの問題があり、現時点では一般的ではない。
ちなみに、24時間計のバリエーションとして、ムーンフェイズに似た外観で、太陽と三日月を描いた円盤が24時間で1回転して昼夜を区別する「サン&ムーン」機能がある。

## 脚註
1. ↑  “令和 3年(2021) 暦要項”.   国立天文台. 2020年11月8日閲覧。
2. ↑  “What Are the Moon’s Phases?”.   NASA. 2020年11月8日閲覧。
3. ↑  “暦Wiki/月の満ち欠け/月齢と満ち欠け - 国立天文台暦計算室”.   国立天文台. 2020年11月7日閲覧。
4. ↑  ムーンフェイズの機構と進化、代表的モデル - webChronos（2019年8月1日付 シムサム・メディア）
5. ↑  IWC「ポルトギーゼ エターナル・カレンダー」が“最も精密なムーンフェイズの腕時計”としてギネス世界記録を大幅に更新！（2024年7月7日付 webChronos）
6. ↑   The 8 Most Accurate Moon Phase Wristwatches Today
7. ↑  Le Rhöne、ノーブルスタイリング（日本総代理店）
8. ↑  スーパームーンから、ル・ローヌ 「へドニア グランド ムーンフェイズ」へ、Watch media online、2020年4月8日
9. ↑  Moon Phase, Ochs und Junior
10. ↑  アーノルド＆サンからの2021年 W&W新作「ルナマグナ」、Watch media online、2021年4月11日